# Anglican Church of Australia

Wappen der Anglican Church of Australia

Die Anglican Church of Australia ist eine Mitgliedskirche der Anglikanischen Gemeinschaft in Australien und hat 3.101.200 Mitglieder in 1408 Pfarrgemeinden, welche von 3693 Klerikern betreut werden. Sie ist damit nach der römisch-katholischen die zweitgrößte Konfession Australiens. Wöchentlich besuchten im Jahr 2001 177.700 Menschen die Gottesdienste.
Die Anglikanische Kirche Australiens besteht aus 23 Diözesen in fünf Regionen (Kirchenprovinzen), an deren Spitze derzeit der Erzbischof von Melbourne als Primas steht. Seit 1962 unabhängig von der Church of England, regelt die Nationale Generalsynode alle Belange dieser Kirche selbständig und der Staat hat nur ein geringes Mitspracherecht.
Wie die Church of England hat auch die Church of Australia Diakoninnen (seit 1986) und Priesterinnen (seit 1992). Die Verteilung sah im Jahre 2002 wie folgt aus:
- 203 Diakone – 165 Diakoninnen
- 3057 Priester – 365 Priesterinnen

2008 wurde mit Kay Goldsworthy in Perth die erste Bischöfin in der Anglican Church of Australia geweiht. 2014 wurde Sarah Macneil zur Bischöfin im Bistum Grafton geweiht.
In einigen Bistümern der Anglikanischen Kirche in Australien wie beispielsweise dem Bistum Wangaratta wurden Segnungsgottesdienste für gleichgeschlechtliche Ehepaare ermöglicht.

## Diözesen
Es existieren 23 Diözesen:
- Die Provinz von New South Wales
  - Armidale
  - Bathurst
  - Canberra & Goulburn
  - Grafton
  - Newcastle
  - Riverina
  - Sydney
- Die Provinz von Queensland
  - Brisbane
  - North Queensland
  - The Northern Territory
  - Rockhampton
- Die Provinz von South Australia
  - Adelaide
  - The Murray
  - Willochra
- Die Provinz von Victoria
  - Ballarat
  - Bendigo
  - Gippsland
  - Melbourne
  - Wangaratta
- Die Provinz von Western Australia
  - Bunbury
  - North West Australia
  - Perth
- Extra Diözese
  - Tasmanien

## Primates von Australien
- 1836–1853 William Grant Broughton (Bischof von Sydney)
- 1872–1882 Frederic Barker (Bischof von Sydney)
- 1884–1889 Alfred Barry (Bischof von Sydney)
- 1897–1909 William Saumarez Smith (Erzbischof von Sydney)
- 1910–1933 John Charles Wright (Erzbischof von Sydney)
- 1935–1946 Henry Frewen Le Fanu (Erzbischof von Perth)
- 1947–1958 Howard West Kilvinton Mowll (Erzbischof von Sydney)
- 1959–1966 Hugh Rowlands Gough (Erzbischof von Sydney)
- 1966–1970 Philip Nigel Warrington Strong (Erzbischof von Brisbane)
- 1971–1977 Frank Woods (Erzbischof von Melbourne)
- 1978–1982 Marcus Lawrence Loane (Erzbischof von Sydney)
- 1982–1989 John Basil Rowland Grindrod (Erzbischof von Brisbane)
- 1990–1999 Keith Rayner (Erzbischof von Melbourne)
- 2000–2005 Peter Frederick Carnley (Erzbischof von Perth)
- 2005–2014 Phillip Aspinall (Erzbischof von Brisbane)
- 2014–2020 Philip Freier (Erzbischof von Melbourne)
- 2020–heute Geoffrey Smith (Erzbischof von Adelaide)